# Dominik Pöll

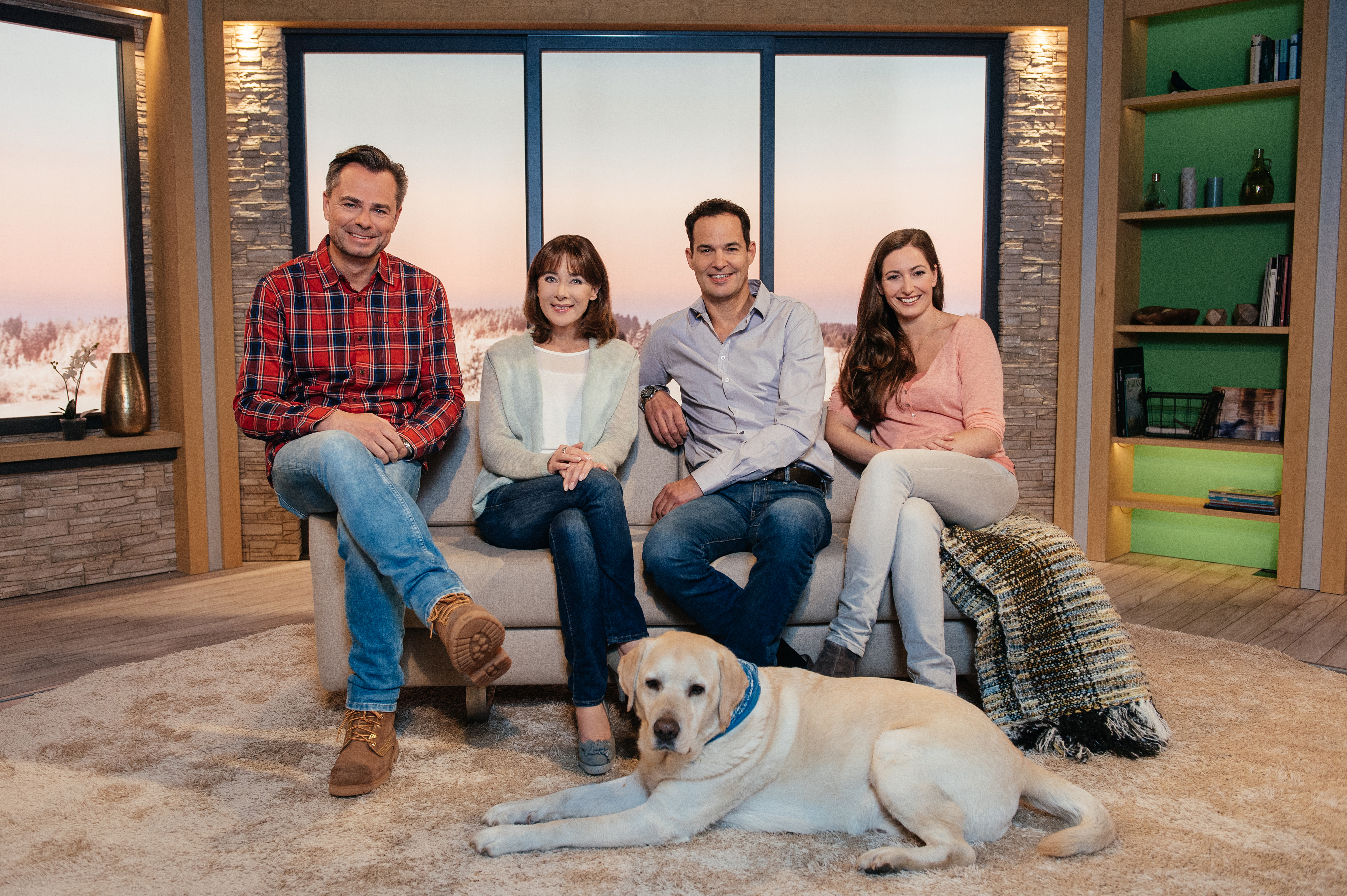
Dritter von links

Dominik Pöll (* 22. Dezember 1971 in Hamburg), gelegentlich auch Dominik Poell, ist ein deutscher Hörfunk- und Fernsehmoderator.

## Leben
Nach seiner Schulzeit am Hans-Carossa-Gymnasium in Landshut studierte Dominik Pöll von 1994 bis 1998 Journalismus und Kommunikationswissenschaften an der Ludwig-Maximilians-Universität München.
Nach diversen Engagements bei Münchener Lokalradiostationen, die Pöll den Spitznamen Mr. NetRadio einbrachten, arbeitete er ab 1996 beim Bayerischen Rundfunk als Moderator. Seit 1997 wurde er auch beim Bayerischen Fernsehen tätig, beispielsweise in der Serie Schlawiner Platz und in der Sendereihe Wir in Bayern.
Auch in der 48. Münchener Tatort-Folge Kleine Herzen (Erstausstrahlung 16. Dezember 2007, Tatort Nr. 683) lieh er dem Radiosprecher seine Stimme.

## Privates
Dominik Pöll ist im niederbayerischen Landshut aufgewachsen. Er ist ein begeisterter Segler und Inhaber der Sportschifferscheine Küste und See.